# سندان (روستا)
سندان یکی از روستاهای استان آذربایجان شرقی است که در دهستان آغمیون بخش مرکزی شهرستان سرآب واقع شده‌است. جمعیت این روستا در سال ۲۰۰۶ حدود ۳۸۹ نفر شامل ۱۰۱ خانواده بود.

## محوطه باستانی
محوطه روستای سندان مربوط به سده‌های میانه دوران‌های تاریخی پس از اسلام است و در شهرستان سرآب، بخش مرکزی، دهستان حومه، روستای سندان واقع شده و این اثر در تاریخ ۱۵ دی ۱۳۸۷ با شمارهٔ ثبت ۲۳۹۳۳ به‌عنوان یکی از آثار ملی ایران به ثبت رسیده است.